# Густынская летопись
Гу́стынская ле́топись — украинская (южнорусская) летопись конца XVI - начала XVII века. Названа по списку Густынского монастыря на Полтавщине.
Оригинал Густынской летописи не сохранился. Авторство и время написания достоверно не установлено. Один из исследователей летописи А. Ершов выразил мнение, что летопись составил в 1623—1627 годах культурный и церковный деятель Захария Копыстенский. Сохранился список, переписанный в 1670 году иеромонахом Густынского монастыря Михаилом Лосицким. В предисловии к Густынской летописи переписчик подчёркивает значение для человека исторических традиций его народа, призывает распространять исторические знания. Наиболее известны списки XVII века: Густынский, Мгарский и Архивский. Первая часть летописи близка по содержанию к Ипатьевской летописи, вторая (самостоятельная) часть, охватывающая события 1300—1597 годов, отличается краткостью.
Летопись содержит изложение русской истории со времён Киевской Руси до 1597 года включительно и имеет название «Кройники». Автор использовал старорусские, польские, литовские, византийские и другие известные ему летописи и хроники, сделав на полях ссылки на источники, из которых он позаимствовал фактический материал. Летопись написана языком, близким к тогдашнему древнерусскому народному языку. Описание ранних событий отмечено неточностями и искажениями; в историографии эта часть летописи характеризуется как «сомнительная по источникам компиляция» и «весьма поздняя компиляция с притязаниями на учёность».
Однако Густынская летопись не является простой компиляцией из разных источников. Это оригинальный исторический труд о древнерусской истории, политике Литовского княжества, Польши и Османской империи, о грабительских нападениях крымских татар и турок на русские земли. Заканчивается Густынская летопись тремя самостоятельными разделами: «О происхождении казаков», «О внедрении нового календаря», «О начале унии». В последнем разделе летописец гневно критикует верхушку православного духовенства за то, что та заключила с Ватиканом Брестскую церковную унию в 1596 году. Автор решительно осуждает захватническую политику польской шляхты и выступает против врагов своей отчизны.
Густынская летопись, повествуя о происхождении Словенского народа, ориентирована преимущественно на южную, балканскую предысторию Славян или Руси. Славяне здесь возводятся к библейскому Мосоху — Москве, от которого ведут род «все Самарты (сарматы), Русь, Ляхи, Чехи, Болгаре». Славяне, согласно летописи, происходят от смешения потомков Мосоха с потомками Рифата, сына Гомера и внука Иафета. Подобно трудам польских историографов библейская родословная соединена с позднеантичной латинской традицией, согласно которой предками славян были венеты / венеды. С венетами сближались древние енеты, которых Гомер упоминал в качестве союзников троянцев. Из-под Трои они отступают в балканский Иллирик и далее к Венедицкому морю, где и основывают город Енецию / Венецию. Также они заселили Северное Причерноморье, где получили названия Сарматы или Аланы по имени своего воеводы «Аляна». Составитель летописи прямо указывает на западнославянские источники своего рассказа о енетах — предках славян, называя расселившихся в Причерноморье енетов «Роксоляны, аки бы Русь и Аляны». Балканская история славян в тексте Густынской летописи наделена особым значением: согласно произведению, славяне взимали дань с самих македонян, «дар Александра» получает «историческую» обоснованность. «Грамота Александра Македонского» в Густынской летописи восходит к тексту польской Хроники Мартина Бельского.
Издавалась в 1843 году в приложении к Ипатьевской летописи и в 2003 году Институтом русской литературы (Пушкинский дом) Российской академии наук в Санкт-Петербургском издательском доме «Дмитрий Буланин» в 40-м томе Полного собрания русских летописей.
Слово «Украина» упоминается в двух фрагментах в архаичной форме «Украйна»:

О началѣ козаковъ. В лѣто 7024. 1516… В сие лѣто начашася на Украйнѣ козаки, о них же откуду и како начало своё прияша нѣчто речемъ «Аще и от начала своего сей нашъ народ руский бранми всегда употребляшеся… якоже в семъ лѣтописци естъ видѣти, донелѣ же през Батиа, татарского царя, иже землю нашу Рускую пусту сотвори, а народ нашъ умали и смири…» (л. 164 об.).
— Замечания к изданию «Полное собрание русских летописей

Жигмонтъ король… посла Прецлава Лянцкорунского на Украйну собрати люду и такожде Татаром пакостити (л. 165).
— Замечания к изданию «Полное собрание русских летописей